# Mito HollyHock
El Mito HollyHock és un club de futbol japonès de la ciutat de Mito.

## Història
El club va ser fundat el 1990 com a Prima Aseno FC per treballadors de la companyia de menjars Prima Ham a Tsuchiura. Més tard s'anomenà Prima Ham FC Tsuchiura i ascendí a la Japan Football League el 1996. Es fusionà amb el FC Mito (fundat el 1994) esdevenint Mito HollyHock a inicis de 1997.

## Futbolistes destacats
- Nguyễn Công Phượng
- João Paulo
- Túlio
- Derlis Florentín
- Park Joo-Ho